# Zoey 101: Spring Break Up
Zoey 101: Spring Break-UpZ(en hispanoamérica: Zoey 101: Receso de primavera) es la primera película de TV de Zoey 101, de la cadena Nickelodeon. 
Esta película está conformada por dos episodios con continuidad de la serie, los números 23 y 24, respectivamente. Fue estrenada el 10 de marzo de 2006. El DVD salió a la venta el 14 de marzo de 2006 en televisión. Dan Schneider fue el escritor de esta película y Steve Hoefer el director. 

## Sinopsis
En las vacaciones de primavera, Logan invita a todos sus amigos a su casa de Santa Bárbara. Allí, Malcon Reese, padre de Logan, les comunica que van a participar en una prueba llamada Defensores del Género.
Se dividirán en dos grupos: chicos contra chicas. Participarán en 2 competencias, y eligen como capitanes a Zoey y Chase.
A cada participante se le entregó un TekMate para comunicarse entre ellos. Chase le manda mensajes a Michael donde habla de sus sentimientos hacia Zoey. Uno de los mensajes dice: "Por enésima vez, no. Si le digo a Zoey que la quiero, podría arruinar nuestra amistad".
Al día siguiente, Chase descubre que ese mensaje se lo envió accidentalmente a Zoey. Entre tanto, Quinn inventa una bebida energética llamada Frazz, pero es muy fuerte y aporta demasiada energía. Dustin la toma accidentalmente. Va al gimnasio y se pasa allí toda la noche en la máquina de subir escaleras.
Ya en el concurso, los chicos ganan la primera prueba, pero las chicas descubren que Chase robó el TekMate de Zoey, por lo que creen que hizo trampa, aunque Chase realmente quería borrar el mensaje enviado erróneamente a Zoey. Así, Zoey se pelea con Chase debido a que no le quiere decir la razón por la cual robó su TekMate.
En la segunda prueba ganan las chicas, por lo cual se decide desempatar con una pelea acuática entre los capitanes. Chase se deja caer y terminan ganando las chicas. Zoey y Chase hablan, contándole éste que su TekMate tenía un mensaje equivocado y que por eso lo robó. Finalmente, a Dustin se le pasan los efectos del Frazz.
Logan y sus amigos vuelven a PCA, y cuando todos ven el programa en el que han participado, Chase le envía un mensaje a Zoey diciendo "El mensaje decía...Te quiero", pero descubre que Zoey no tiene el Tekmate en su funda, sino que se le había caído al agua al sentarse en la fuente de PCA. Al final el Tekmate se estropea y Zoey no pudo leer el mensaje.

## Reparto
| Actor              | Personaje       | Doblaje (Latinoamérica) |
| ------------------ | --------------- | ----------------------- |
| Jamie Lynn Spears  | Zoey Brooks     | Christine Byrd          |
| Paul Butcher       | Dustin Brooks   | Alejandro Orozco        |
| Sean Flynn         | Chase Matthews  | Carlos Díaz             |
| Victoria Justice   | Lola Martínez   | Alondra Hidalgo         |
| Christopher Massey | Michael Barrett | Gabriel Ortiz           |
| Alexa Nikolas      | Nicole Bristow  | Lupita Leal             |
| Erin Sanders       | Quinn Pensky    | Gaby Ugarte             |
| Matthew Underwood  | Logan Reese     | Miguel Ángel Leal       |
| Ian Barford        | Janitor Herb    |                         |

## Curiosidades
- Los TekMates en realidad eran Sidekick II, de T-Mobile.
- En la película, Michael dice que una vez salió con una chica llamada Lisa Lillien, y en Drake & Josh van a Hollywood también se pronuncia el nombre de Lisa Lillien en el aeropuerto. Realmente Lisa Lillien es la esposa de Dan Schneider.
- Al principio del episodio cuando Zoey le manda un mensaje de correo electrónico a sus abuelos como acostumbra a hacer, se ve que su portátil tiene una pera, al igual que las portátiles Apple tienen una manzana, haciendo una parodia a estos. En esa misma situación, Zoey lleva la misma blusa que en el episodio Las chicas serán chicos.
- A pesar de que el TekMate de Zoey cayera a una fuente cuando Chase le envía un mail confesándole su amor, en el resto de la temporada tiene su TekMate, pero los demás cambian sus TekMates por otros teléfonos, lo que da a entender que este especial ocurre después de los episodios La Subasta y La Alpaca de Quinn y por ende es el final verdadero de la Segunda Temporada.

- Datos: Q245726